# Pianale CMA

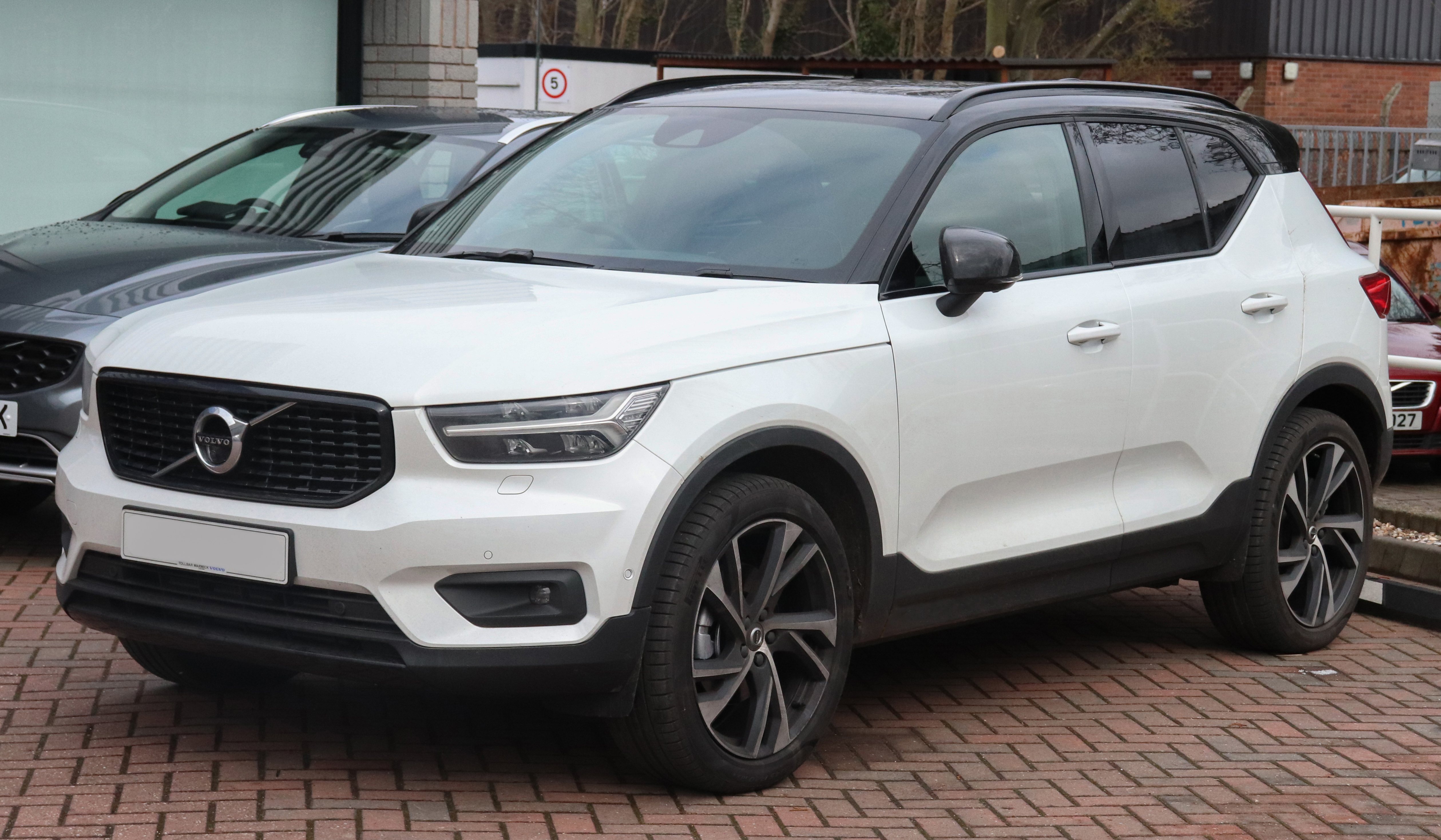
Volvo XC40 è stata la prima vettura ad adottare il pianale CMA

Il Compact Modular Architecture (CMA) è un pianale per automobili di medie dimensioni, progettato da congiuntamente da Volvo e Geely.
Lo sviluppo è iniziato nel 2013 con l'obiettivo di produrre una piattaforma per veicoli altamente flessibile. Solo la distanza tra il centro delle ruote anteriori e la pedaliera è fissa, tutto il resto può essere configurato per adattarsi al design del veicolo previsto.
La piattaforma ha debuttato a settembre 2017 con il rilascio della Volvo XC40. La configurazione della piattaforma CMA nella XC40 presenterà nuovi motori a tre cilindri da 1,5 litri con varianti turbocompresse e aspirate. La piattaforma ospiterà anche una configurazione ibrida plug-in capace di 180 CV, integrata da un motore elettrico da 74 CV.

## Modelli
- CMA
- Volvo XC40 (2017)
- Lynk & Co 01 (2017)
- Lynk & Co 02 (2018)
- Lynk & Co 03 (2018)
- Geely Xingyue/Tugella (2019)
- Lynk & Co 05 (2019)
- Geely Xingrui (2020)
- Polestar 2 (2020)
- Geely Xingyue L/Monjaro (2021)
- Volvo C40 (2022)
- Geely Boyue L (2022)

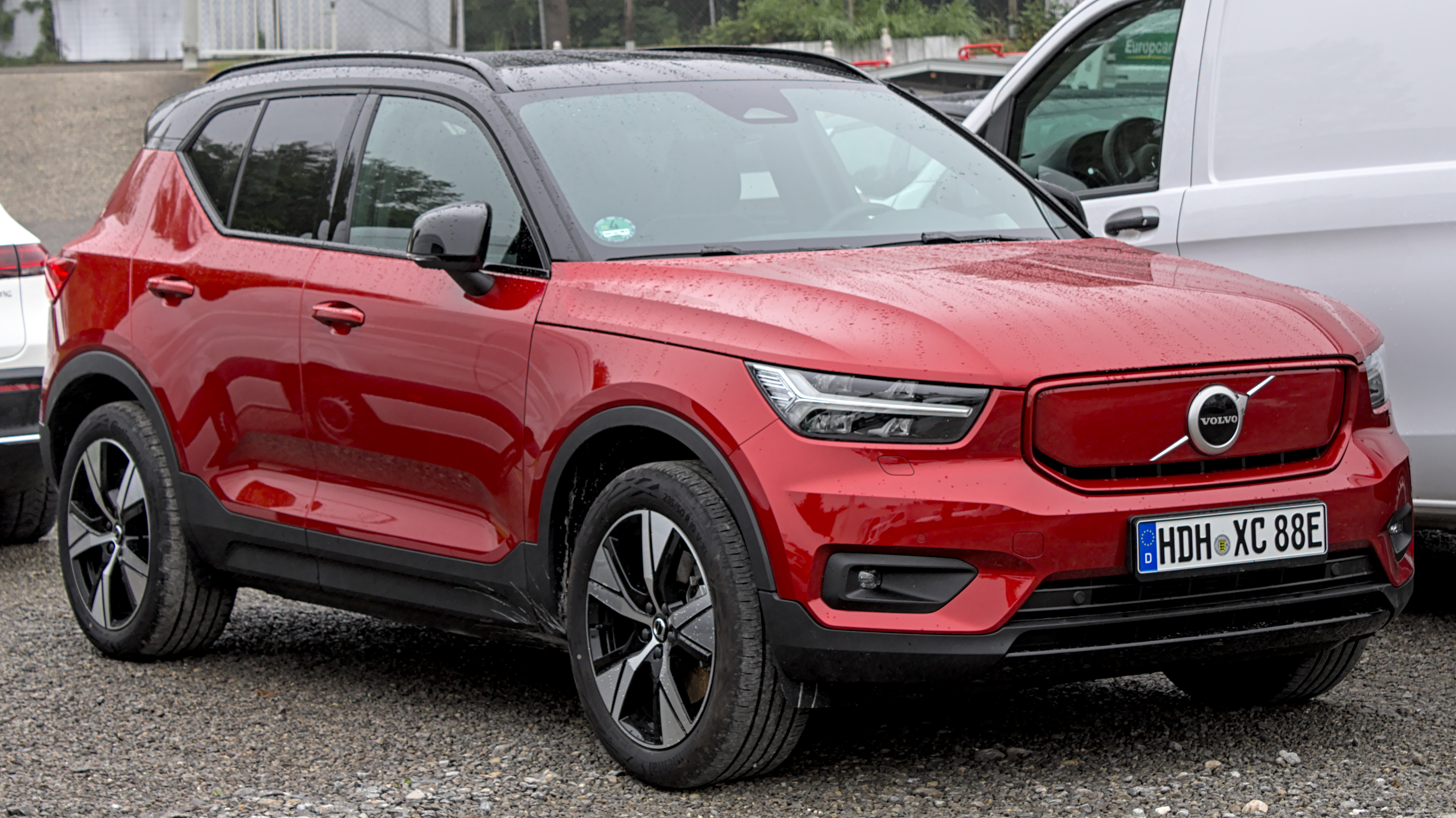
Volvo XC40
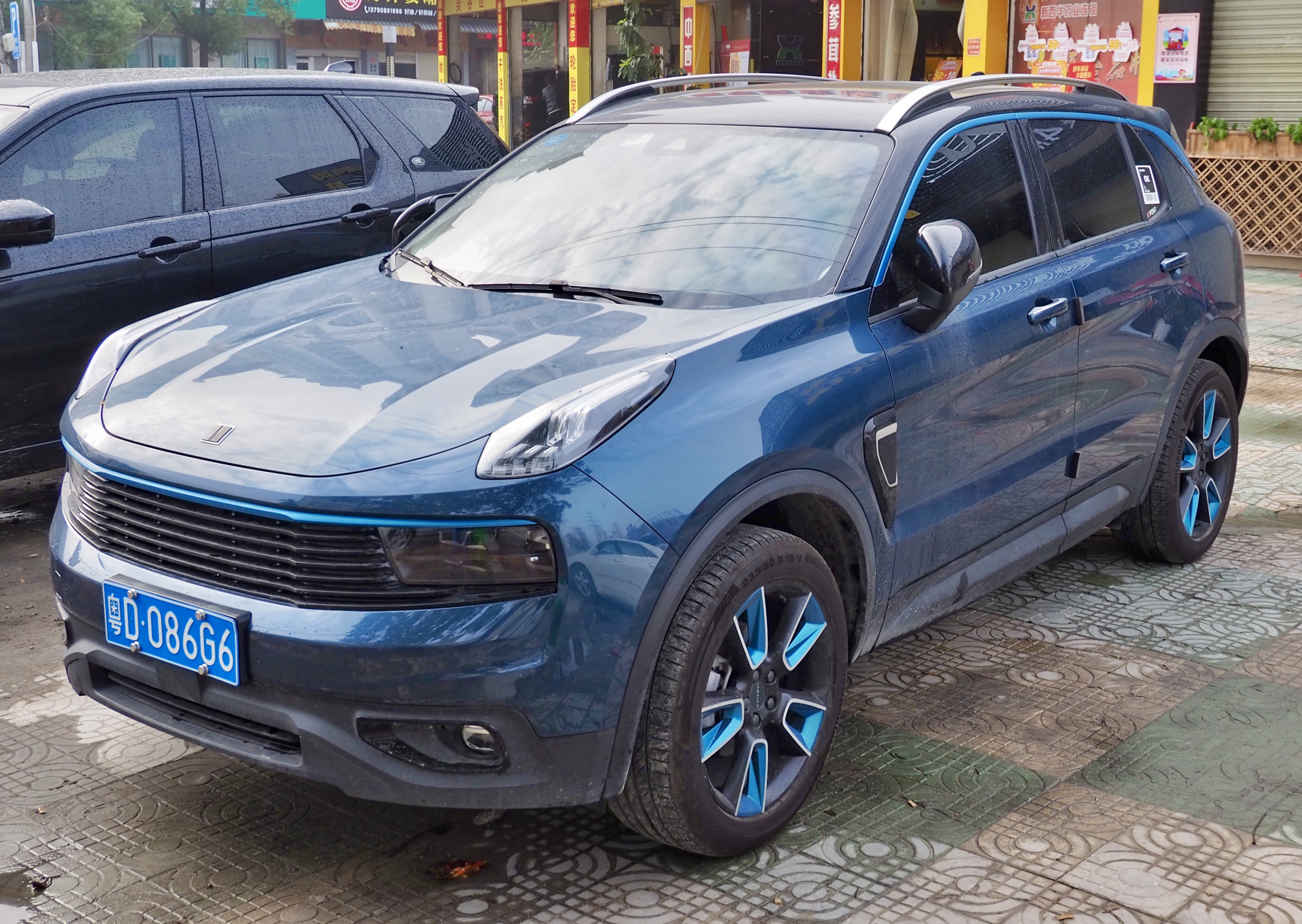
Lynk & Co 01
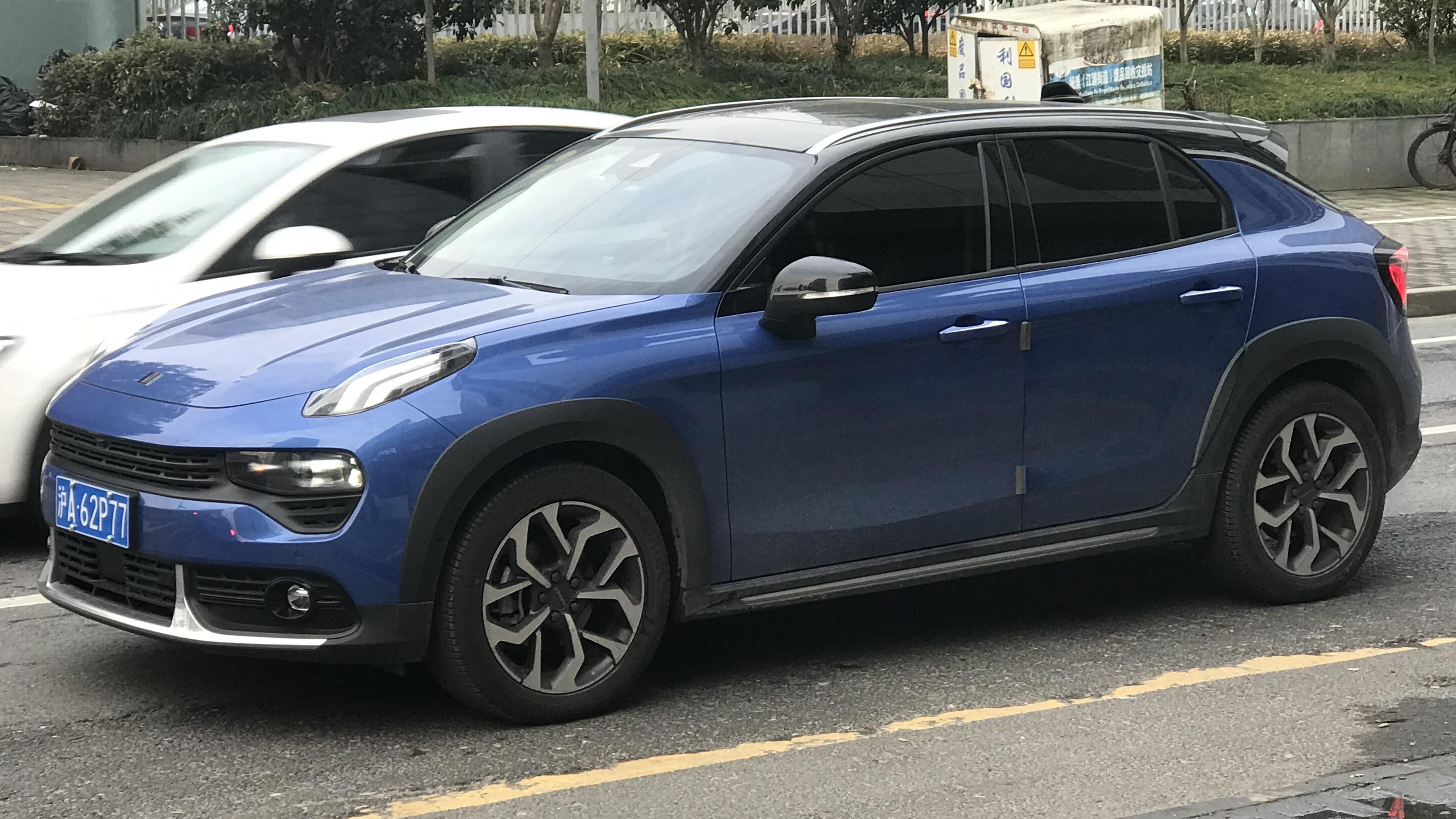
Lynk & Co 02
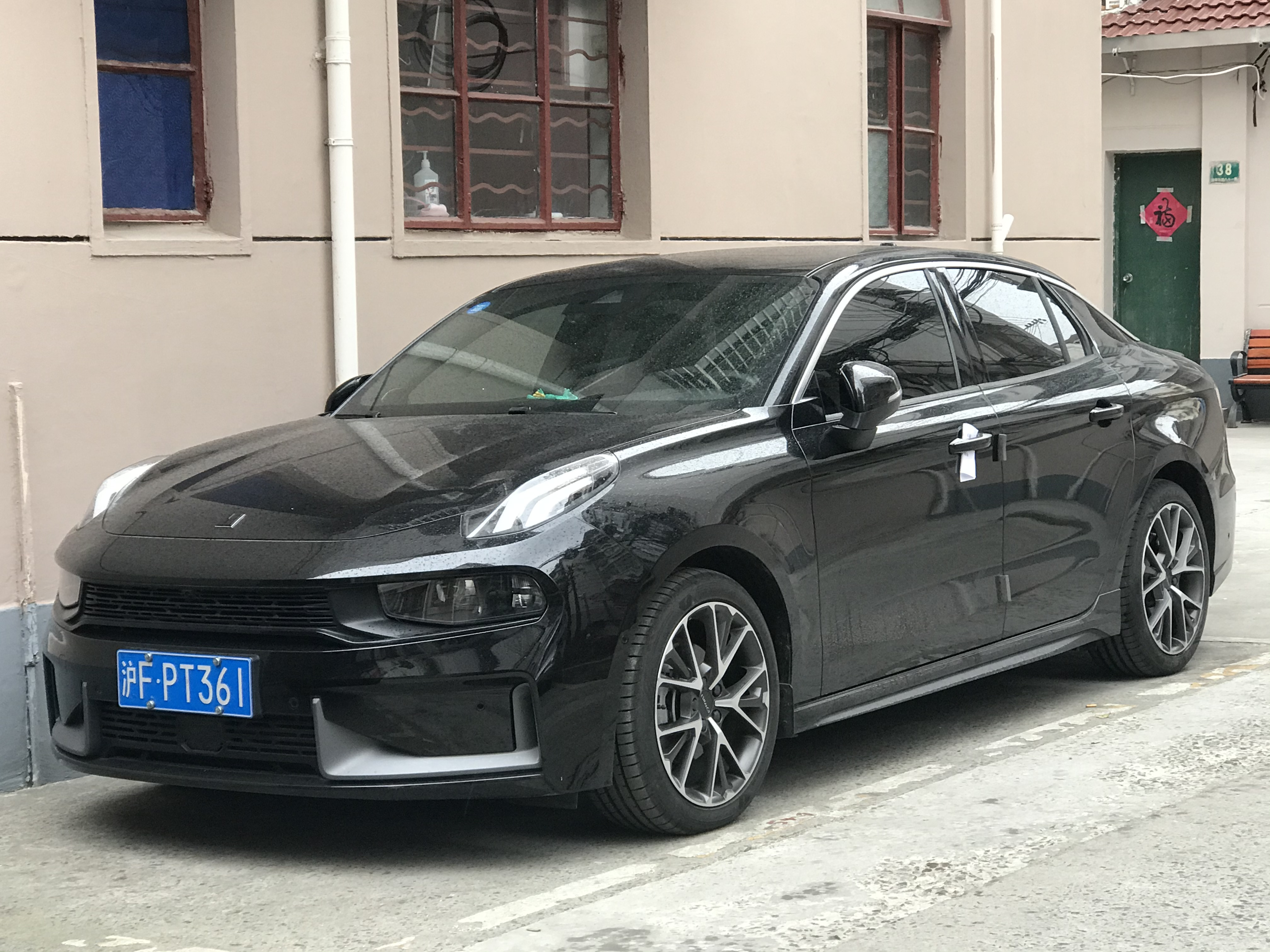
Lynk & Co 03
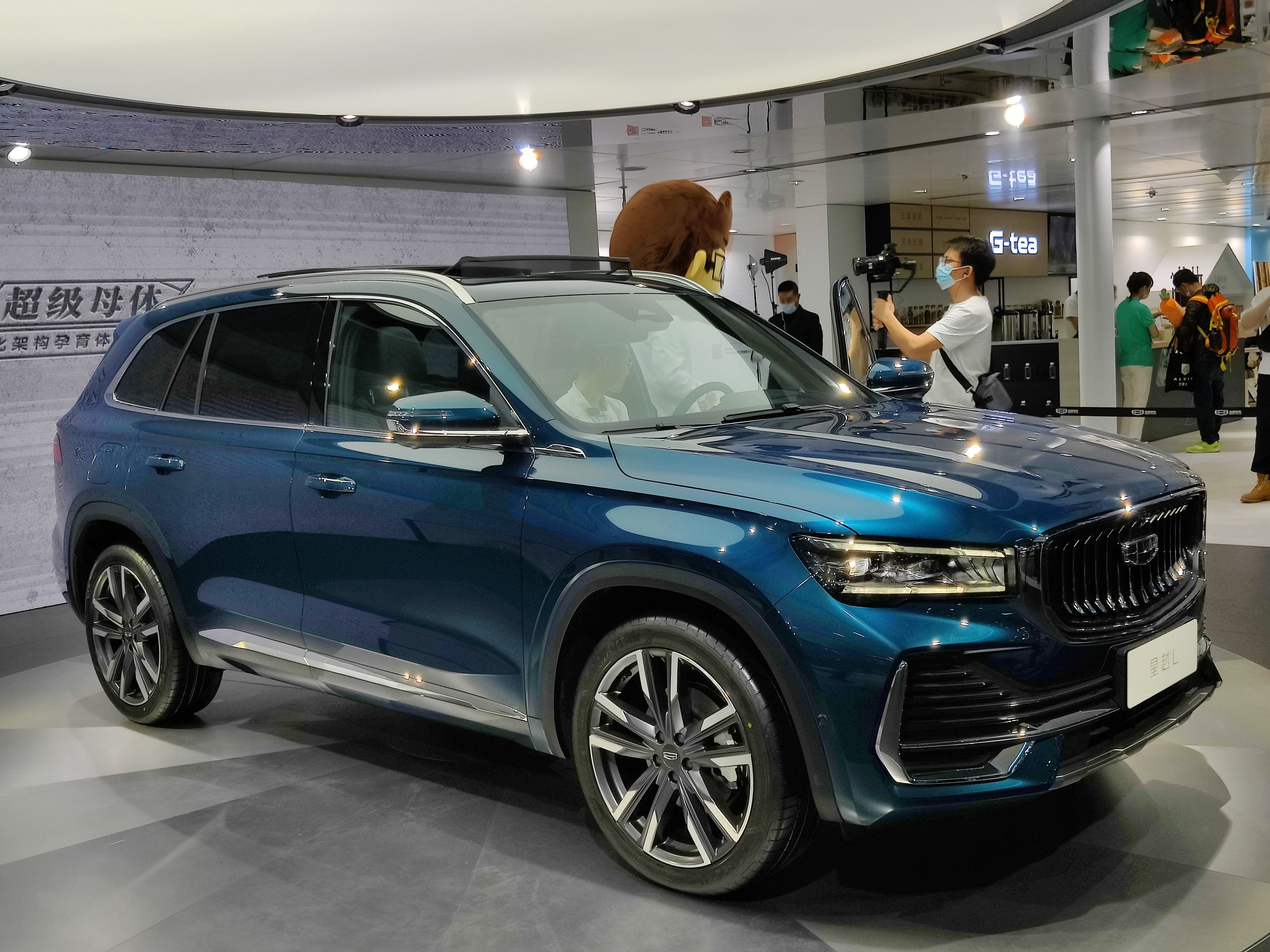
Geely Xingyue L
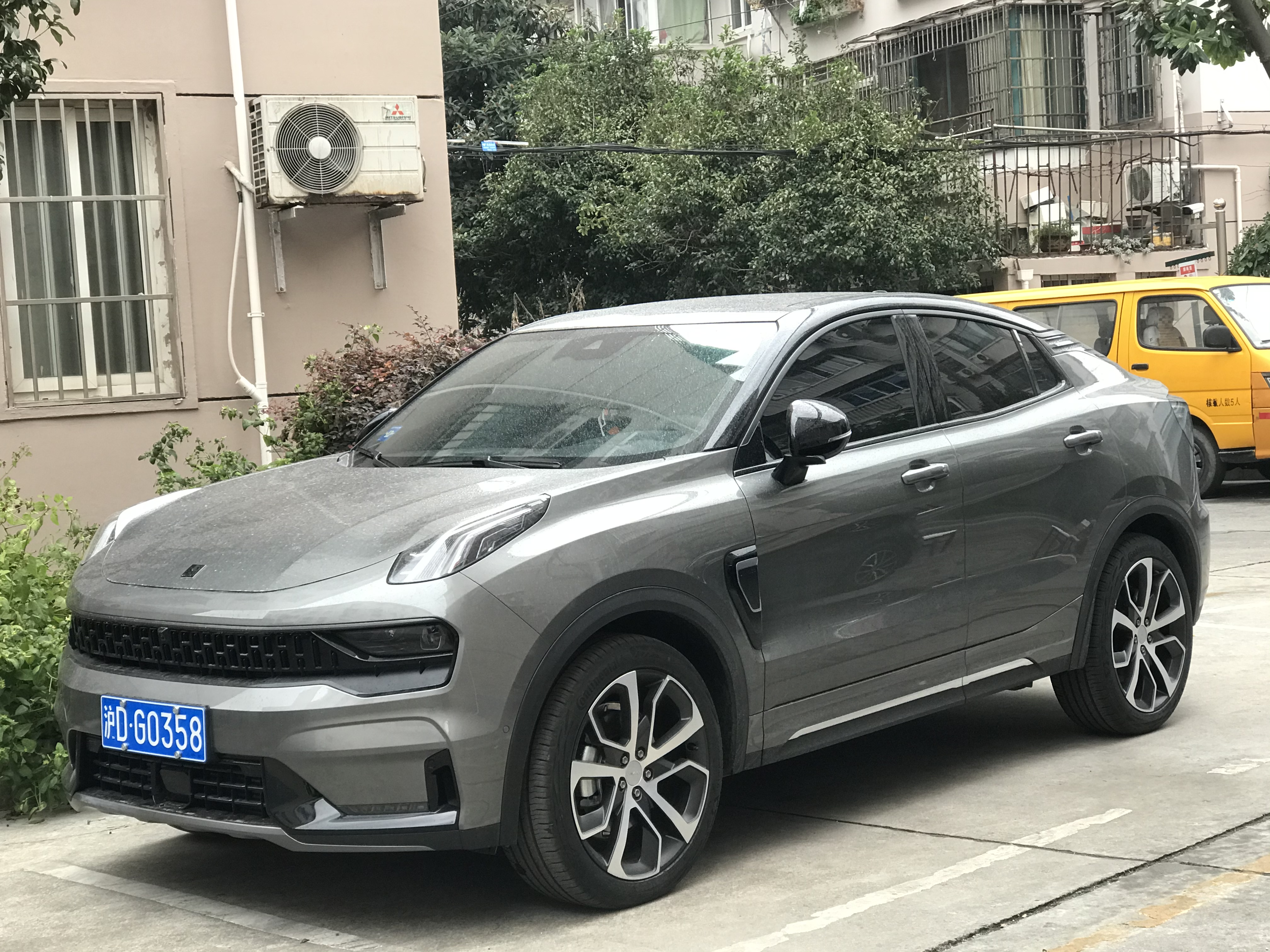
Lynk & Co 05
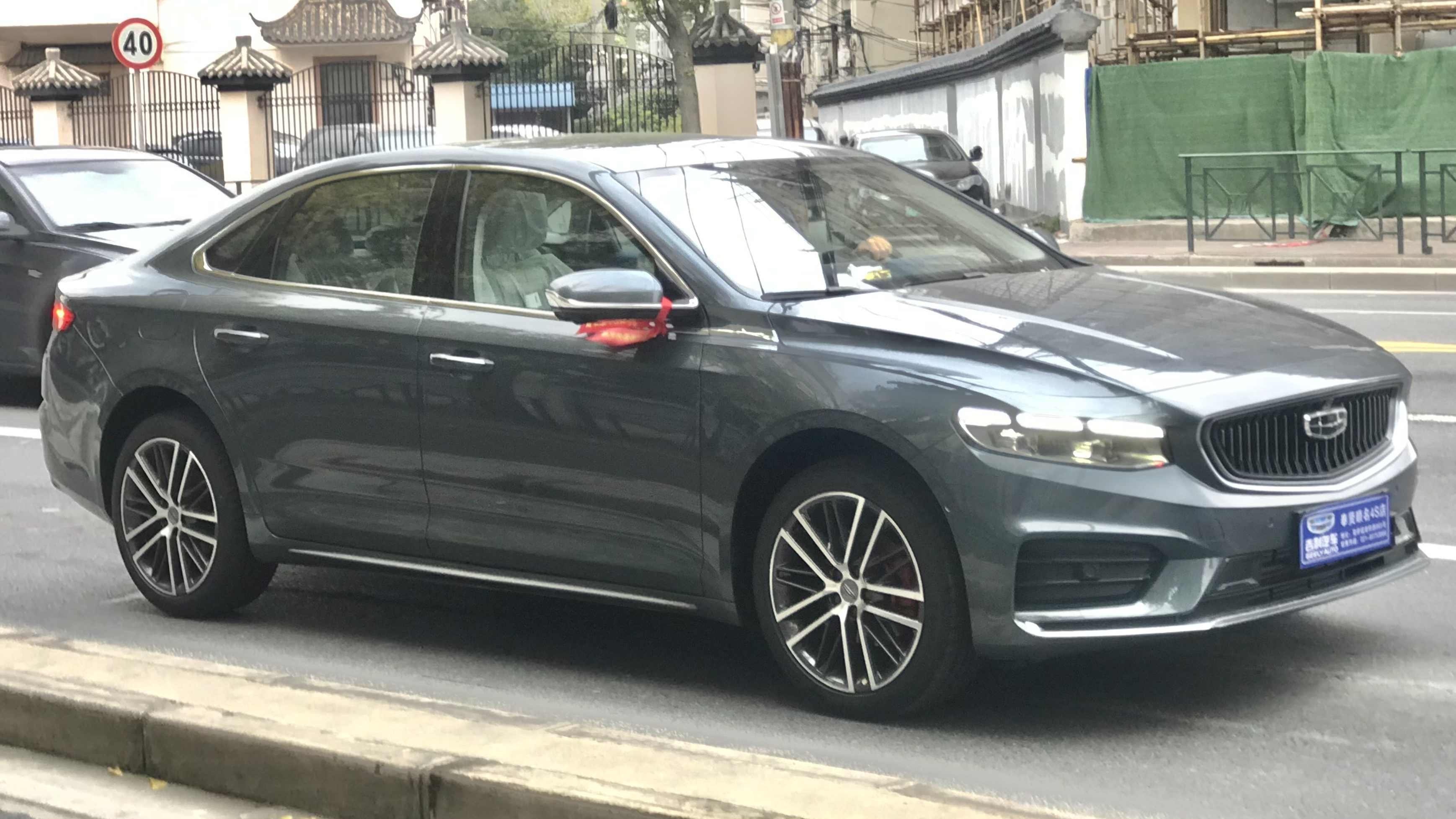
Geely Xingrui
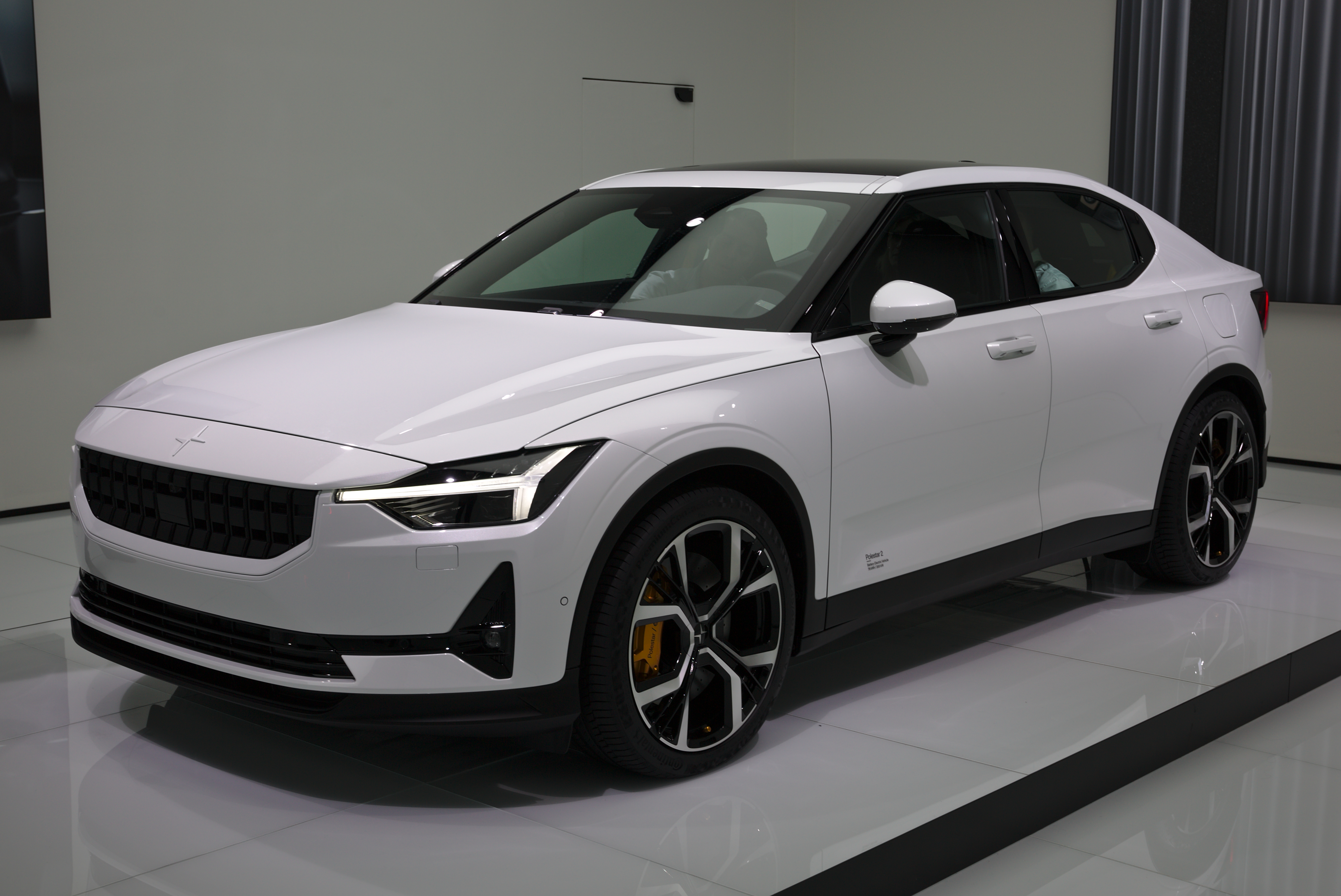
Polestar 2
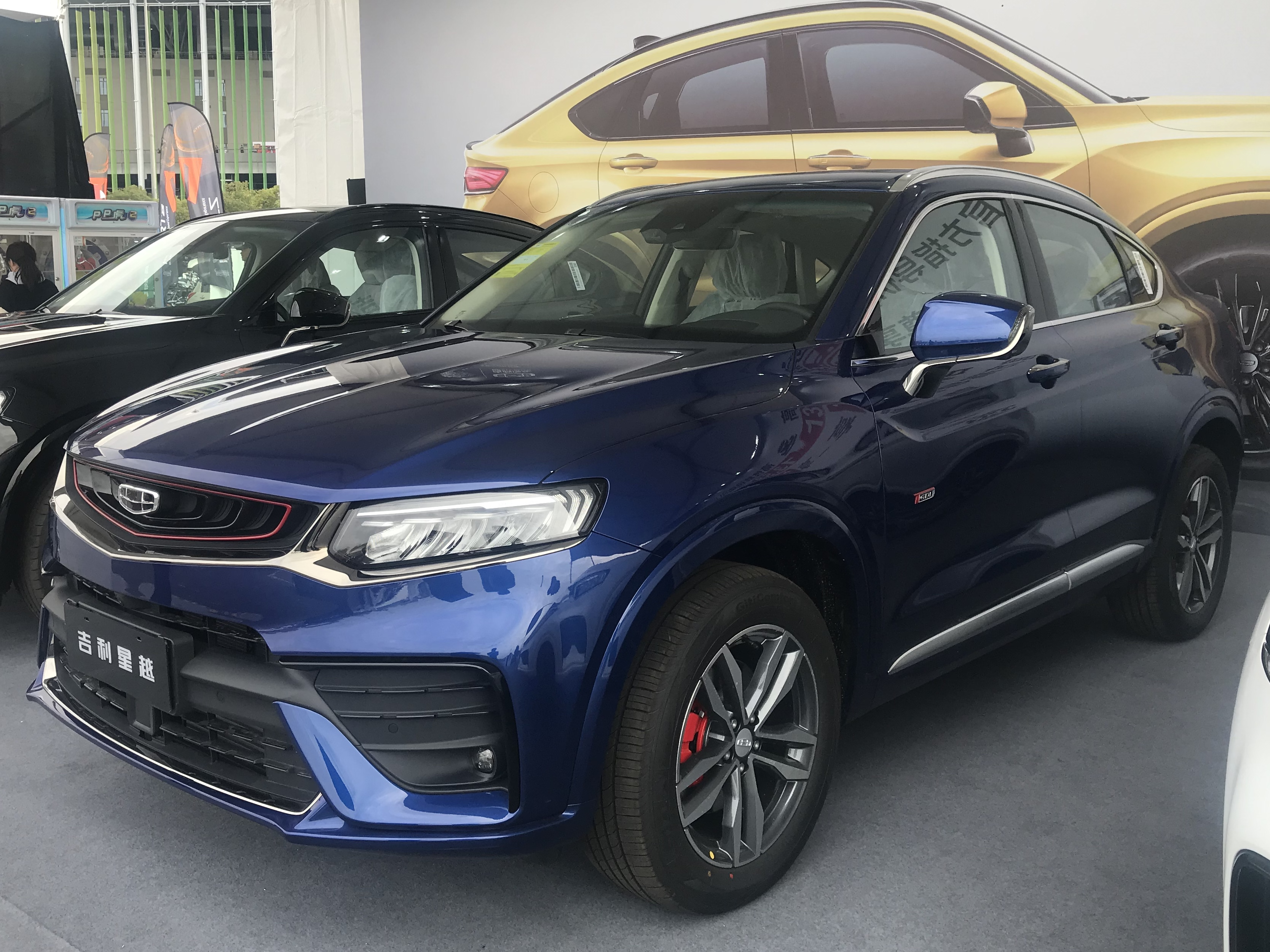
Geely Xingyue
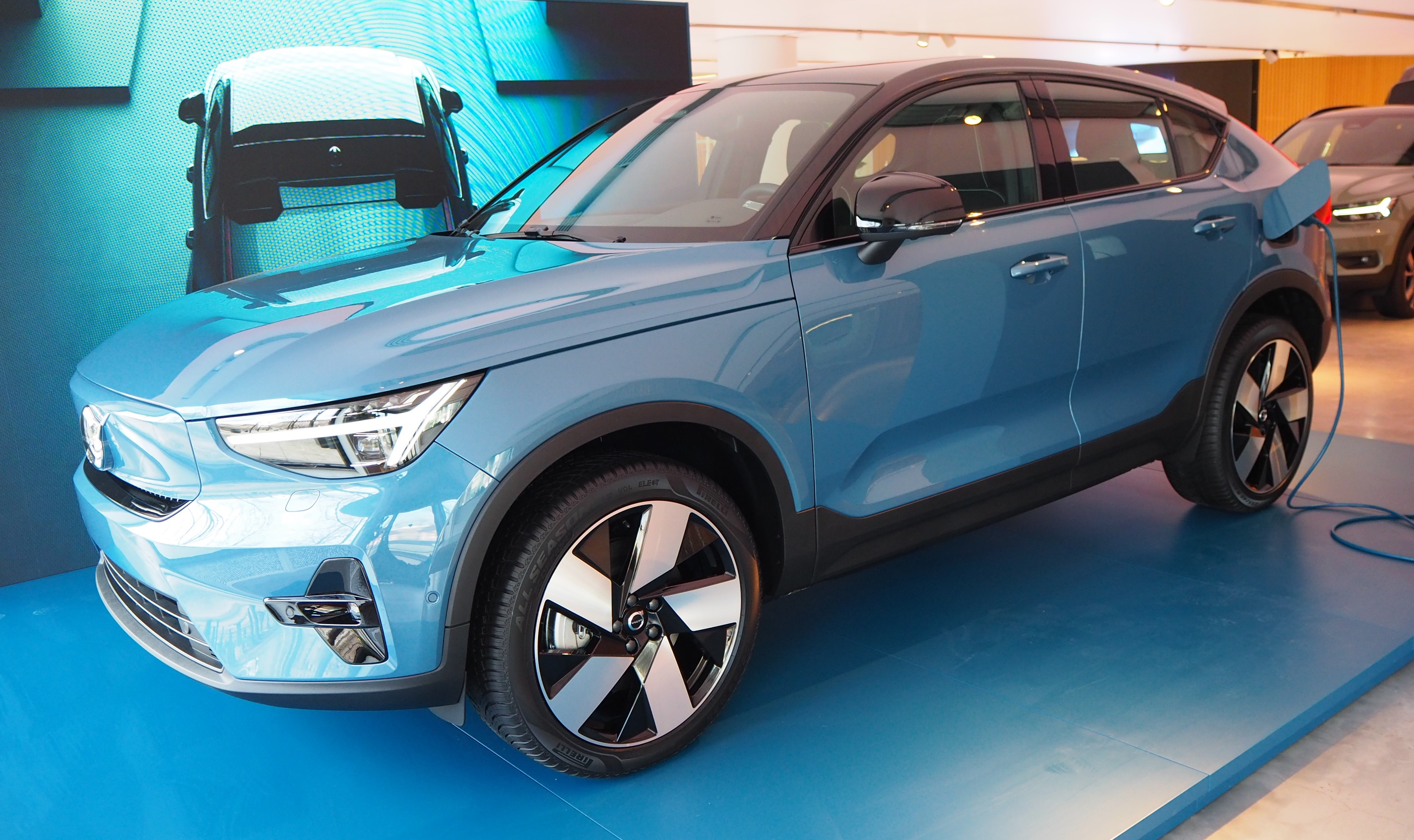
Volvo C40